# Maurilia mikea
Maurilia mikea är en fjärilsart som beskrevs av Pierre E.L. Viette 1982. Maurilia mikea ingår i släktet Maurilia och familjen trågspinnare. Inga underarter finns listade i Catalogue of Life.